# Helena Olofsdotter
Helena Olofsdotter, även känd som "Sjumans-Elin",  var en av de åtalade i den berömda häxprocessen i Katarina under det stora oväsendet.
Hon var dotter till en ryttmästare från Östra Götaland. Hon var en fattig änka med tre barn. Hon hade varit gift många gånger, och kallades därför Sjumans-Elin. I alla fall ett av äktenskapen slutade med hemskillnad godkänd av konsistoriet. På grund av hennes äktenskapsliv hade kyrkoherden vägrat ge henne tillstånd att gifta om sig ännu en gång. Hon var fattig och försörjde sig och sina många barn genom att sälja säd som hon malt med en handkvarn, men drygade ut inkomsten genom att vara verksam som klok gumma, särskilt genom att behandla rosfeber. 
En av hennes patienter var Jöran Nilsson Galle, som hon behandlade för hans syfilis. När Galle åtalades för häxeri och ombads utpeka andra för häxeri, angav han henne. Liksom andra naturläkare använde hon sig av trollramsor som bland annat inkluderade Guds namn, något som bröt mot kyrkans lagar då det ansågs vanhelga Guds namn. Galles dotter Annika vittnade om att Helena hade använt sin handkvarn för magiska ändamål: hon hade rått Brita Sippel att bara mala en bit av en skjorta som tillhörde en misstänkt tjuvaktig piga, så skulle pigan återlämnade stöldgodset; detta skedde redan samma kväll. 
Hon uppträdde ångerfullt och ursäktande och framhöll att hon inte velat skada någon utan hjälpa med Guds ord. Hon sade sig ha märkt att de som trodde på besvärjelsens kraft har blivit hjälpt, medan den inte haft verkan om patienten inte trott på den. Rätten framhöll att hon använt Guds namn för fel ändamål och lockat människor till vanhelgd och förtappelse. Elin hänvisade till oförstånd och utlovade bättring. Hon hade ett gott rykte och flera grannar vittnade till hennes förmån. 
Vid ungefär samma tid angavs även hennes kolleger, Elsa Thomasdotter och Erik Eriksson, för häxeri. Fallet mot dessa tre var dock besvärligt för domarna därför att dessa tre hade utpekats mer för trolldom än för att ha bortfört barn till Blåkulla, och den typ av häxeri de hade gjort sig skyldiga till inte passade in i den typ av häxeri som undersöktes under det stora oväsendet och vanligen bestraffades med kyrkstraff.  Trots att det rådde en intensiv häxpanik i Stockholm när de ställdes inför rätta, blev de tre naturläkarna inte anklagade av någon för att ha bortfört barn till Blåkulla, och ingen påstod att de hade gjort annat än gott med hjälp av sin magi. De medgav alla tre att de hade missbrukat Guds namn och uppgav att de ångrade sig, varför domarna dömde dem till olika disciplinära kyrkstraff.
Helena Olofsdotter, Erik Eriksson och Elsa Thomasdotter dömdes till skam- och kyrkostraff till att stå vid skampålen på Norrmalmstorg i två timmar före och efter middagstid, med brottsrubriceringen – besvärjelser och vidskepelse – skrivet på en skylt ovanför deras huvuden. I Elsas fall skulle hon dessutom stå fjättrad vid sin påle med en järnring runt halsen och en piska i handen under sammanlagt åtta dagar i följd. Efter detta följde kyrkstraff, under vilket de skulle bikta sig offentligt, Elin och Erik i Katarina kyrka och Elsa i finska församlingen: Elsa tvingades bikta sig tre gånger. Efter kyrkostraff skulle de alla tre fördrivas från staden.